# Liste des programmes diffusés par TVA
Ce qui suit est la liste des programmes diffusés par TVA. TVA est un réseau de télévision de langue française au Canada, qui diffuse sur les ondes au Québec et est disponible dans le reste du Canada sur le câble.

## Actuellement diffusés par TVA

### Séries originales et téléromans
- O' (2012–2019)
- Mensonges (après AddikTV, 2014–en cours)
- Boomerang (2015–en cours)
- L'Échappée (depuis le 12 septembre 2016)
- L'Heure bleue (depuis le 11 janvier 2017)
- En tout cas (comédie, depuis le 8 janvier 2018)[1]
- Le Jeu (du 10 septembre au 19 novembre 2018)
- L'Académie (après le Club Illico, depuis le 2 octobre 2018)
- Épidémie (depuis le 7 janvier 2020)

### Émissions
- TVA Nouvelles (1976–en cours)
- Salut, Bonjour ! (1988–en cours)
- J.E. (1993–en cours)
- Fort Boyard (1993 à 2001, 2014)
- La Poule aux œufs d'or (1993–en cours)
- Salut Bonjour Week-end (1995–en cours)
- Politiquement Colette (1997–1998)
- Deux filles le matin (2000–2021)
- Trafic (2001)
- Occupation double (2003–2013)
- Star Académie (2003–2012)
- Denis Lévesque (2005–en cours)
- Le Banquier (2007–2017)
- Larocque-Lapierre (2007–2016)
- Vlog (2007–en cours)
- Par-dessus le marché (2004–2012[2])
- Ça finit bien la semaine (2010–en cours)
- Lol :-) (2011–en cours)
- Le Match (2011–???)
- On connait la chanson (2011–2014)
- Le Tricheur (2012–en cours)
- La Voix (2013–en cours)
- La Voix Junior (2016–en cours)
- Accès Illimité (2013–en cours)
- Faites-moi confiance (2013–en cours)
- L'Été indien (2014–2016)
- Vol 920 (téléréalité, 2014–2017)
- Sur invitation seulement (variétés, 2014–en cours)
- Histoires en cour (2016–en cours)
- Piment fort (1993–2001, 2016–2017)
- Lâchés lousses (avec Messmer, 2017–en cours)[3]
- Bien (talk-show, 2017–en cours)[3]
- Conversation secrète (inverviews, 2017–en cours)[3]
- La Vraie Nature (talk-show, 2017–en cours)[3]
- La Magie des stars (compétition d'illusionnistes, hiver 2018)[3]
- Face au mur (jeu questionnaire, hiver 2018)[3]
- Révolution (compétition de danse, 2018–en cours)
- Un zoo pas comme les autres (2018-en cours)
- Famille de criminel (en ligne pour les abonnés à Vrai, 2023-en cours)

### Émissions américaines doublées
- Top Modèles (The Bold and the Beautiful) (1990–en cours)
- Tom et Jerry (Tom and Jerry) (2013–en cours)
- Les Feux de l'amour (The Young and the Restless) (1994–en cours)
- Esprits criminels (Criminal Minds) (2008–en cours)
- Du talent à revendre (America's Got Talent) (2007–en cours)
- Le Combat des toques (Top Chef Masters) (2011–en cours)
- Dallas (2013–en cours)
- Qui perd gagne (The Biggest Loser) (200?–2012/2013)
- Chicago Fire : Caserne 51 (2014–en cours)
- La Liste noire (The Blacklist) (2015–en cours)
- Il était une fois (Once Upon a Time) (2015–en cours)
- Survivant désigné (Designated Survivor (2017–en cours)[3]

## Anciennes émissions de jeu diffusées sur TVA
- Jeunesse d'aujourd'hui (1962–1974)
- Sous mon toît (1970–197?)
- Charivari (1987–1991)
- Fais-moi un dessin (1988–1991)
- Québec à la carte (1985–1989)
- Double défi (1989–1990)
- Drôle de vidéo (1990–2000)
- Les Mordus (1997–2001)
- Ultimatum (2001–2004)
- Vingt-et-un (2004–2005)
- Le Cercle (2005–2011)
- La Cour des grands (2008)
- La Série Montréal-Québec (2010)
- Le Défi Des Champions (2011)
- Dieu merci! (2007–2011)
- Tout simplement Clodine (1998–2012)
- La Classe de 5e (2009–2011)
- Fidèles au poste ! (2010–2013)
- Ligue canadienne de football

## Anciennes émissions de magazine
- On rénove (1992–1994)
- Complètement marteau (1994–2000)
- ID Maison (2000–2003)

## Anciennes émissions de télé-achat
- Shopping TVA (1996–2013)

## Anciens téléromans, séries et comédies originales
- Alys Robi (1995)
- L'Âme-sœur (1985–1987)
- Amour, délices et cie (1969)
- Annie et ses hommes (2002–2009)
- Anouchka (1984–1985)
- Au nom du père et du fils (1993)
- Au secours de Béatrice (2014–2018)
- Avoir su... (2001–2002)
- Les Beaux Malaises (2014–2017)
- Belle Rive (1983–1985)
- Les Berger (1970–1978)
- Les Boivin (1974)
- Les Brillant (1979–1982)
- Bungalow Blues (1996–1997)
- Caméra Café (2002–2012)
- Cauchemar d'amour (2001–2004)
- Ces enfants d'ailleurs (1997)
- Chambres en ville (1989–1996)
- Chère Isabelle (1976–1977)
- Cher Olivier (1997)
- Chez le père Gédéon (1967–1968)
- Le cœur a ses raisons (2005–2007)
- Complexe G (2014–2016)
- Chop Suey (1987–1994)
- Le Clan Beaulieu (1978–1982)
- Comment survivre aux week-ends (2011)
- Comme tout l'monde (1972–1973)
- Cré Basile (1965)
- D'amour et d'amitié (1990–1992)
- Le Dépanneur olympique (1989–1990)
- Destinées (2007–2014)
- Deux frères (1999–2001)
- Diva (1997–2000)
- Dominique (1977–1979)
- Drôle de monde (1978–1979)
- Les Duchesnay : La Glace et le feu (1994)
- Emma (2001–2004)
- Ent'Cadieux (1993–1999)
- Entre chien et loup (1984–1992)
- Entre quatre murs (1981)
- Épopée rock (1984–1990)
- Les Ex (2005)
- Faut le faire (1977–1979)
- Féminin pluriel (1979–1980)
- Formule 1 (1988)
- Fortier (1999–2004)
- Fugueuse (dramatique, 2018)[4]
- Le Gentleman (2009–2013)
- Les Grands Procès (1993-1995)
- Histoires de filles (1999–2008)
- Hommes en quarantaine (2003–2004) (avec Séries+)
- L'Imposteur (2016–2017)
- Jasmine (1996)
- Jeunes en liberté (1979–1980)
- Les Jeunes Loups (2014–2016)
- Juliette Pomerleau (1999)
- KM/H (1998–2006)
- Lance et compte (SRC: 1986–1989, TQS: 2002, TVA: 2004–2015)
- Là tu parles! (1994–1995)
- Lecoq et fils (1967–1968)
- Lobby (1996)
- Les Machos (1995–2000)
- Ma femme et moi (1961)
- Maria des Eaux-Vives (1994)
- Marisol (1980–1983)
- Max Inc. (2002–2004)
- La Misère des riches (1990–1993)
- Les Moineau et les Pinson (1982–1985)
- La Montagne du Hollandais (1992–1993)
- Montréal ville ouverte (1992)
- Le Négociateur (2005–2008)
- Nos étés (2005–2008)
- Les Olden (1993–1994)
- L'Or du temps (1985–1993)
- Paparazzi (1997)
- Les Parfaits (2001–2002)
- Peau de banane (1982–1987)
- Le Petit Monde de Laura Cadieux (2003–2007) (avec Séries+)
- Les Poupées russes (2002–2007)
- Pour Sarah (2015)
- La Promesse (2005–2012)
- René Lévesque (1994)
- Le Retour (1996–2001)
- Rock et Rolland (2010–2013)
- Rue l'Espérance (1999–2001)
- Semi-détaché (1987–1989)
- Sauve qui peut! (1997–1999)
- Si la tendance se maintient (2001)
- Le Sketch Show (2004–2006)
- Les Sœurs Elliot (2007–2008)
- Soif de vivre (1996)
- Le Sorcier (1995)
- Symphorien (1970–1977)
- Tabou (2002–2003)
- Taxi 0-22 (2007–2009)
- Toute la vérité (2010–2014)
- Tranches de vie (2010–2013)
- Tribu.com (2001–2003)
- Un homme au foyer (1987–1988)
- Un homme mort (2006)
- Un sur 2 (2012–2015)
- Une vie… (1982–1985)
- Vice caché (2005–2007)
- Week-end (1981)
- Willie (2000)
- Yamaska (2009–2016)

### Séries jeunesse
- La Boutique de monsieur Nicolas (1961)
- Capitaine Bonhomme (1962)
- Le Zoo du Capitaine Bonhomme (1963–1968)
- La Cabane à Midas (1967–1970)
- Le Capitaine (1968–1969)
- Chez le prof. Pierre (1970–1972)
- Le Cirque du Capitaine (1970–1973)
- Patofville (1973–1976)
- Les Satellipopettes (1975-1985)
- Fanfan Dédé (1975-1982)
- Patof raconte (1975–1976)
- Patof voyage (1976–1977)
- Pour tout l'monde (1976–1977)
- Monsieur Tranquille (1977–1978)
- Le Monde de Monsieur Tranquille (1978-1979)
- Gronigo & Cie (1979-1984)
- Le Village de Nathalie (1985-1988)

### Anciennes séries américaines
- Aventures dans les îles (Adventures in Paradise) (dès le 20 février 1961)
- Les Incorruptibles (The Untouchables) (dès le 2 septembre 1975)
- Kojak (dès le 4 septembre 1975)
- La Petite Maison dans la prairie (Little House on the Prairie) (dès le 29 août 1976)
- S.W.A.T. (dès le 13 septembre 1977)
- L'Homme qui valait 6,000,000$ (The Six Million Dollar Man) (dès 1978)
- Goldorak (Yūfō Robo Gurendaizā) (dès le 9 septembre 1978)
- Chips (dès le 6 septembre 1979)
- Simon Templar (Return of the Saint) (dès le 3 septembre 1980)
- La croisière s'amuse (The Love Boat) (dès le 7 septembre 1981)
- Drôles de dames (Charlie's Angels) (dès le 10 septembre 1980)
- Huit, ça suffit ! (Eight is Enough) (dès le 13 septembre 1981)
- Le Cascadeur (The Fall Guy) (dès le 5 septembre 1982)
- Shérif, fais-moi peur (The Dukes of Hazzard) (dès le 18 janvier 1984)
- Dynastie (Dynasty) (dès le 17 septembre 1984)
- Chacun chez soi (Too Close for Comfort) (en 1985)
- Magnum (en 1985)
- Les deux font la paire (Scarecrow and Mrs. King) (dès le 3 septembre 1985)
- Arme et charme (Dempsey & Makepeace) (dès le 3 septembre 1985)
- Paul et les Jumeaux (The Edison Twins) (dès le 5 septembre 1985)
- Arnold et Willy (Diff'rent Strokes) (dès le 5 septembre 1985)
- Fame (dès le 7 septembre 1985)
- K 2000 (Knight Rider) (dès le 9 septembre 1985)
- V (dès le 28 octobre 1985)
- Éden (Return to Eden) (dès le 2 septembre 1986)
- Miami (Miami Vice) (dès le 5 septembre 1986)
- Punkie (Punky Brewster) (en 1986)
- Aimer (Loving) (dès le 31 août 1987)
- À cœur ouvert (A Country Practice) (dès le 31 août 1987)
- L'Empire Colby (The Colbys) (dès le 6 septembre 1987)
- Le Flic de Chicago (Crime Story) (dès le 6 septembre 1987)
- Clair de lune (Moonlighting) (en 1987)
- Les Héritiers du rêve (Knots Landing) (dès le 23 mai 1988)
- Alf (dès le 9 septembre 1988)
- Santa Barbara (dès le 4 septembre 1989)
- Sous le signe du faucon (Falcon Crest) (années 1980–90)
- Beverly Hills 90210 (dès le 1er septembre 1994)
- Alerte à Malibu (Baywatch) (dès le 17 février 1995)
- Place Melrose (Melrose Place) (dès le 9 janvier 1996)
- Ally McBeal (doublage québécois, dès le 27 avril 1999)
- Monk (2005)
- La Grande Évasion (Prison Break) (dès avril 2006)
- Dr House (House) (2007–2013)
- Dommages et Intérêts (Damages) (janvier 2009)
- Mollie (Starter Wife) (printemps 2009)
- Human Target : La Cible (Human Target) (2010)
- Crusoe (été 2010)
- Le Grand C (The Big C) (juillet 2011)
- Sans limites (Limitless) (dès septembre 2016)
- Les Banana Splits Show (The Banana Splits Adventure Hour) (en 1969-Août 1995, Remplacé par Salut Bonjour Week-end)